# D'oh!
"D'oh!" (/doʊʔ/) es un latiguillo utilizado por el personaje ficticio Homer Simpson (Homero en Latinoamérica), de la serie de televisión de dibujos animados, Los Simpson (1989–presente). Es típicamente utilizado cuando Homer(o) se equivoca, se da cuenta de que ha hecho algo estúpido, o cuándo algo malo ha pasado o está a punto de pasarle a él. Todos sus familiares como su hijo Bart,  sus hijas Lisa y Maggie, su padre, su madre y su medio hermano también la han dicho en circunstancias similares. También su esposa, Marge Simpson la utilizado en varias ocasiones e incluso personajes no pertenecientes a su familia como el Señor Burns y Sideshow Bob han utilizado también esta frase.
En 2006, "d'oh!" estuvo en el puesto número seis de la lista de TV Land de los 100 latiguillos más grandes de la televisión . La palabra hablada "d'oh" es una marca registrada de 20th Century Fox. Desde entonces 2001, la palabra "doh" ha aparecido en el Oxford English Dictionary, sin el apostrofé. Los primeros usos del sonido "d'oh" se encuentran en numerosos episodios de la serie de BBC Radio It's That Man Again entre 1945 y 1949, pero en las notas del blog de OxfordWords decían: "Homer fue responsable de popularizarlo como una exclamación de frustración". El término también apareció en una edición antigua de Mad comics, con una ortografía diferente pero con el mismo significado, en la edición 8 (diciembre de 1953 - enero de 1954).

## Origen

Catchprase

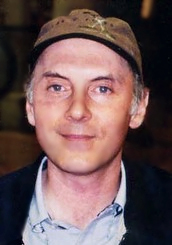
Dan Castellaneta, actor de voz en inglés de Homer Simpson.

Durante la sesión de registro de la voz para un Tracey Ullman el espectáculo corto, Homer estuvo requerido a utter que estaba escrito en el guion como un "molestado grunt". Dan Castellaneta lo indicó dibujado fuera de "d'ooooooh". Esto esta inspirado en Jimmy Finlayson, el bigotudo actor escocés que apareció en 33 películas de Laurel y Hardy, del pre-era de sonido hasta 1940. Finlayson había utilizado el plazo como trinchado oath para sugerir la palabra "damn!" Sin de hecho diciéndolo. Matt Groening sentía que él  traje mejor el cronometrando de animación si  esté hablado más rápido. Castellaneta entonces lo acortó a un deprisa uttered "d'oh!" El primer uso intencionado de "d'oh!" Ocurrido en el Ullman corto "Pegando Bolsa" (1988),  y su primer uso en la serie era en la serie premier, "Simpson que Asan en un Fuego Abierto". Es típicamente representado en el guion del espectáculo cuando "(molestado grunt)", y es tan deletreado fuera en los títulos oficiales de varios episodios. Algunas variaciones de característica de los episodios de la palabra como "Bart de Oscuridad" (estación seis, 1994), donde Homero dice "D'oheth" después de un Amish puntos de labrador fuera a él que  ha construido un barn en vez de la piscina  pretenda; "Treinta Minutos encima Tokyo" (estación diez, 1999), donde Homero dice "d'oh" en japonés (con sustítulos en inglés, el ser de frase hablado "shimatta baka ni"); o Los Simpson Película donde Homer grita "¡D'ooooh!" Después del EPA sella los Simpson' ciudad natal, Springfield, en un domo gigante.